# Fällgaller
Ett fällgaller är en port eller ett galler gjort av trä eller järn som fanns i portöppningar på många forn- och medeltida slott. Fällgallren löpte i skåror i väggarna runt porten och kunde hissas upp och ner med hjälp av motvikter och vinschar. Ofta fanns det två galler, ett i varje ända av en lång gång, så fiender kunde fångas mellan dessa och utsättas för kokande olja, pilar eller liknande från tak och väggar. Fällgallret kombinerades ofta med vanliga portar och/eller vindbryggor, bland annat därför att det ger ett dåligt skydd mot projektiler men framför allt för att det är opraktiskt att använda som port om skyddsbehovet saknas.
Vissa tullmyndigheter använder fällgaller som symbol. I Storbritannien har det att också kommit att förknippas med parlamentet, på grund av att stiliserade fällgaller är ett flerfaldigt förekommande ornament i Westminsterpalatset där brittiska parlamentet har sitt säte.

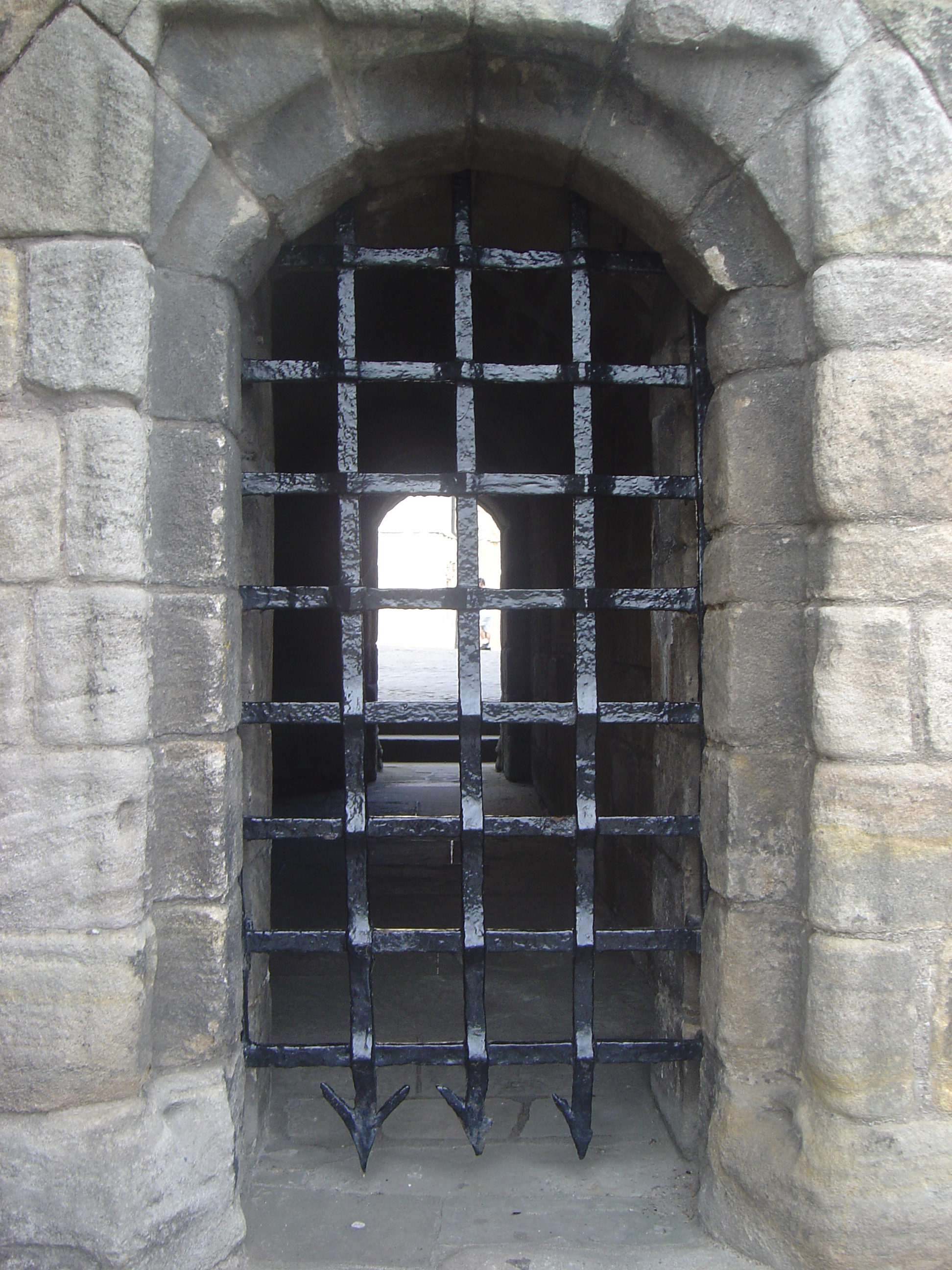
Stirling Castle
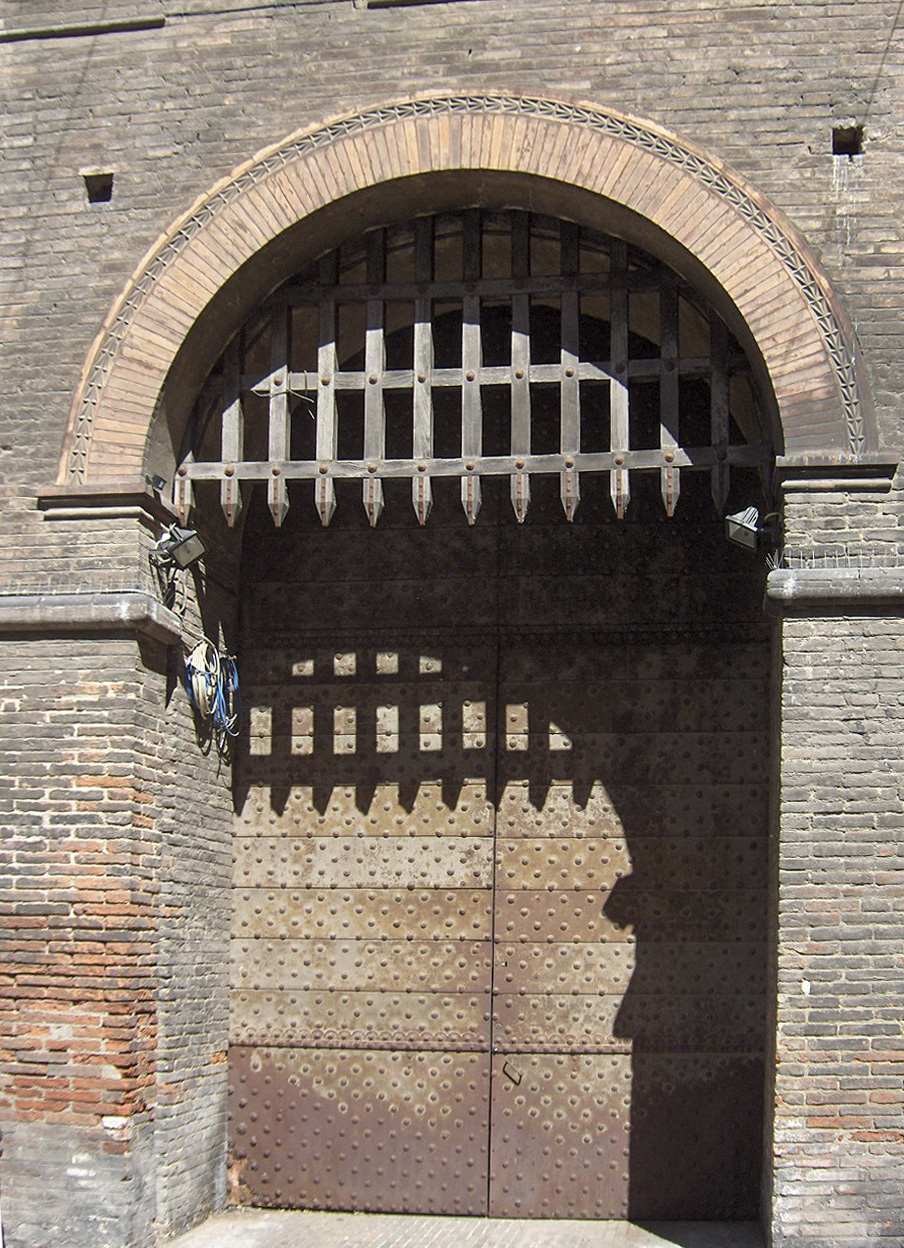
Palazzo d’Accursio i Bologna
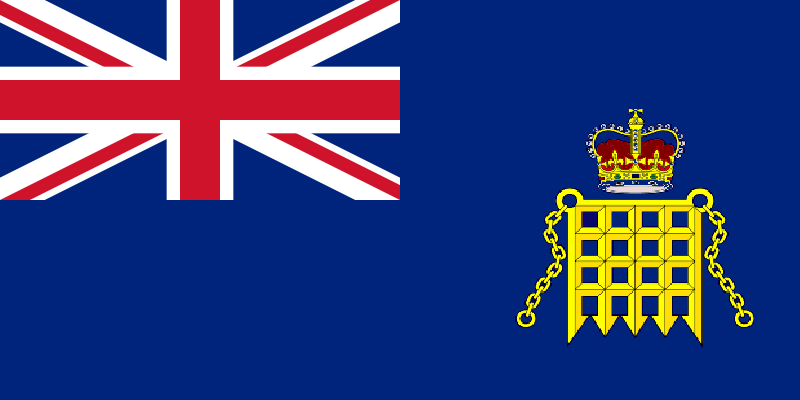
Brittiska tullmyndighetens flagga
Svenska Tullverkets vapen